# Karl Lennartz
Karl Lennartz, né le 19 mars 1940 à Aix-la-Chapelle et mort le 2 mai 2014 à Bad Oeynhausen, est un historien du sport allemand.

## Carrière
À partir de 1960, Lennartz étudie l'histoire, la géographie, le sport, l'histoire de l'art et l'éducation aux universités de Bonn, Göttingen, Cologne et Bonn à nouveau. 
À Bonn, il obtient un doctorat en géographie historique en 1968. De 1967 à 1980, il est d'abord assistant puis chargé de cours à l'Université de l'éducation de Bonn et de Cologne. Son habilitation dans le domaine de l'histoire du sport se fait à l'Université allemande du sport de Cologne. 
De 1980 jusqu'à sa retraite en 2005, Karl Lennartz travaille comme professeur d'université à l'Université allemande du sport de Cologne. De 1989 à 2005, il dirige les Carl und Lieselott Diem-Archivs.
Il est aussi professeur invité à l'Université du Péloponnèse et à l'Université des sports de Pékin.

## Travaux
Ses principaux domaines de recherche sont l'histoire olympique, le mouvement olympique, les cérémonies olympiques et le marathon.
Lennartz est l'auteur des ouvrages de référence en langue allemande sur les Jeux Olympiques de 1896 à 2012. Avec Jürgen Buschmann, il écrit une série sur l'histoire des tournois olympiques de football.
Lennartz est membre de diverses commissions du CIO depuis les années 1980 et membre de la commission de la culture et de l'éducation olympique depuis 2002. Il est membre fondateur du Comité allemand Pierre de Coubertin et de la Société internationale des historiens olympiques, dont il a été président de 2004 à 2012. 
Lennartz est président fondateur (2003-2013) de l'Association allemande des musées du sport, des archives sportives et des collections sportives (DAGS), puis président honoraire. 
Il est rédacteur en chef adjoint du Journal of Olympic History à partir de 2003.

## Honneurs et exploits sportifs
En 1990, Lennartz reçoit la croix de l'Ordre du Mérite de la République fédérale d'Allemagne, en 2006 la Croix Fédérale du Mérite 1ère Classe. 
En 1997, il reçoit la médaille de l'ordre olympique en argent et en 2013 la médaille des sports de Rhénanie du Nord-Westphalie.
Il établit son record personnel au marathon en 1985 avec 2 h 42 min 20 s. Au 100 km, son meilleur temps est de 8 h 33 min.

## Vie privée
Karl Lennartz se marie en 1964. Ses enfants, Birgit et Burkhard deviennent champions d'Allemagne d'ultra-marathon.
De 1972 à 2009, il est membre du conseil de sa communauté résidentielle Sankt Augustin, où il appartenait au groupe parlementaire SPD. En 2003/04, il est adjoint au maire. De 2004 à 2012, il est président de l'association sportive de la ville de Sankt Augustin, puis président d'honneur. 
Il vit dans le quartier de Schmerbroich jusqu'à sa mort en mai 2014.